# Samenes Folkeforbund
Samenes Folkeforbund/Sámiid Álbmotlihttu, är en samisk intresseorganisation och ett parti i norska Sametinget. 
Samenes Folkeforbund grundades 1993. Ordförande är Odd Roar Strømme.
Samenes Folkeforbund är medlemsorganisation i Samerådet. Det har sitt säte i Bjerkvik/Ráhka i Nordland fylke.